# Африканская международная миссия поддержки Мали

Члены-государства АФИСМА

Африканская международная миссия поддержки Мали (англ. African-led International Support Mission to Mali; АФИСМА) — это организованная Экономическим сообществом стран Западной Африки (ЭКОВАС) военная миссия, направленная для поддержки правительства страны-члена ЭКОВАС Мали в борьбе с исламистскими повстанцами в конфликте на севере Мали. Миссия была санкционирована Резолюцией 2085 Совета Безопасности ООН, принятой 20 декабря 2012 года, которая «разрешает развертывание Африканской международной миссии поддержки Мали (АФИСМА) под руководством африканцев на первоначальный период в один год».
Первоначально миссия должна была начаться в сентябре 2013 года, но после неожиданного наступления повстанческих сил в начале января 2013 года и последующего французского вмешательства ЭКОВАС решило немедленно развернуть силы АФИСМА. 17 января Нигерия начала развертывание воздушных и наземных войск в Мали. Через неделю после развертывания сил Нигерии последовало прибытие контингента из 160 человек из Буркина-Фасо. Первым командующим АФИСМА стал нигерийский генерал-майор Абдулкадир Шеху.
Тем временем главы государств и правительств ЭКОВАС утвердили генерал-майора Шеху из Нигерии в качестве командующего войсками и бригадного генерала Яйе Гарбу из Нигера в качестве заместителя командующего войсками.
31 января Государственный департамент США подсчитал, что в Мали находилось около 1400 военнослужащих АФИСМА из Нигерии, Бенина, Того, Сенегала, Буркина-Фасо и Чада.
Следующие силы были переданы АФИСМА:
| Страна       | Численность                               | Примечания |
| ------------ | ----------------------------------------- | --- |
| Бенин        | 300                                       | |
| Буркина-Фасо | 500                                       | |
| Бурунди      | Неизвестно                                | |
| Габон        | 900                                       | |
| Гамбия       | 1 взвод военной полиции и 1 пехотная рота | |
| Гана         | 120 - Инженерная рота                     | |
| Гвинея-Бисау | Неизвестно                                | |
| Гвинея       | 144                                       | |
| Кабо-Верде   | Неизвестно                                | |
| Кот-д’Ивуар  | 500                                       | |
| Либерия      | 1 взвод                                   | |
| Нигер        | 500                                       | |
| Нигерия      | 1,200                                     | Сообщается, что в состав входили элементы 333-го батальона. Также были переброшены вертолеты Ми-24 и два реактивных самолета Dassault/Dornier Alpha Jet ВВС Нигерии. |
| Руанда       | Неизвестно                                | |
| Сенегал      | 500                                       | |
| Сьерра-Леоне | 500                                       | Батальон технического обслуживания (по информации агентства новостей Синьхуа)                                                                                        |
| Танзания     | Неизвестно                                | |
| Того         | 500                                       | |
| Уганда       | Неизвестно                                | |
| Чад          | 1,800                                     | |
| ЮАР          | Неизвестно                                | |
| Всего        | 7,464                                     | |

## Потери
65 солдат были убиты во время миссии: 34 из Чада, 28 нигерийцев, 2 тоголезца и 1 Буркина-Фасо.